# Škoda (conglomerado)
Škoda (en checo: Škodovy závody, pronunciación en checo: /ˈʃkoda/ (escucharⓘ)) fue uno de los mayores conglomerados industriales europeos del siglo XX, fundado por el ingeniero checo Emil Škoda en 1859 en Pilsen, entonces en el Reino de Bohemia, Imperio austríaco. Es el predecesor de las actuales empresas Škoda Auto, Doosan Škoda Power y Škoda Transportation.

## Historia

### 1859-1899: fundación
La familia noble Waldstein fundó una sucursal de su fundición y fábrica de maquinaria en 1859 en Pilsen. La producción de la planta, que empleaba a más de 100 trabajadores, incluía maquinaria y equipos para ingenios azucareros, cervecerías, minas, máquinas de vapor, calderas, estructuras de puentes de hierro e instalaciones ferroviarias. En 1869, la planta fue comprada por Emil Škoda, un ingeniero trabajador y empresario. 
La empresa rápidamente se estableció como el principal fabricante de armas de Austria-Hungría, produciendo cañones pesados para la marina, cañones de montaña o morteros, junto con la ametralladora Škoda M1909, uno de los productos más destacados. Además de producir armas para el ejército austrohúngaro, Škoda amplió su rubro y también fabricó locomotoras, aviones, barcos, máquinas-herramientas, turbinas de vapor y equipos para empresas eléctricas.
En la década de 1880 fundó lo que entonces era una acería muy moderna, capaz de entregar piezas fundidas que pesaban decenas de toneladas. Las fundiciones de acero y, posteriormente, las piezas forjadas para grandes transatlánticos y buques de guerra pasaron a ser, junto con las fábricas de azúcar, las principales ramas de exportación de la fábrica de Škoda.

### 1899-1945: antes y durante la Segunda Guerra Mundial

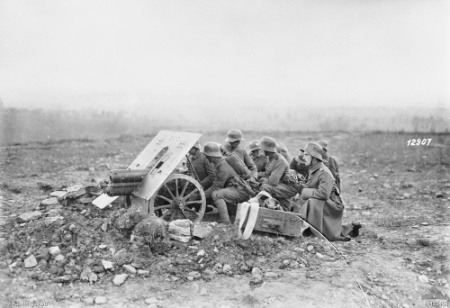
Skoda 75 mm Modelo 15

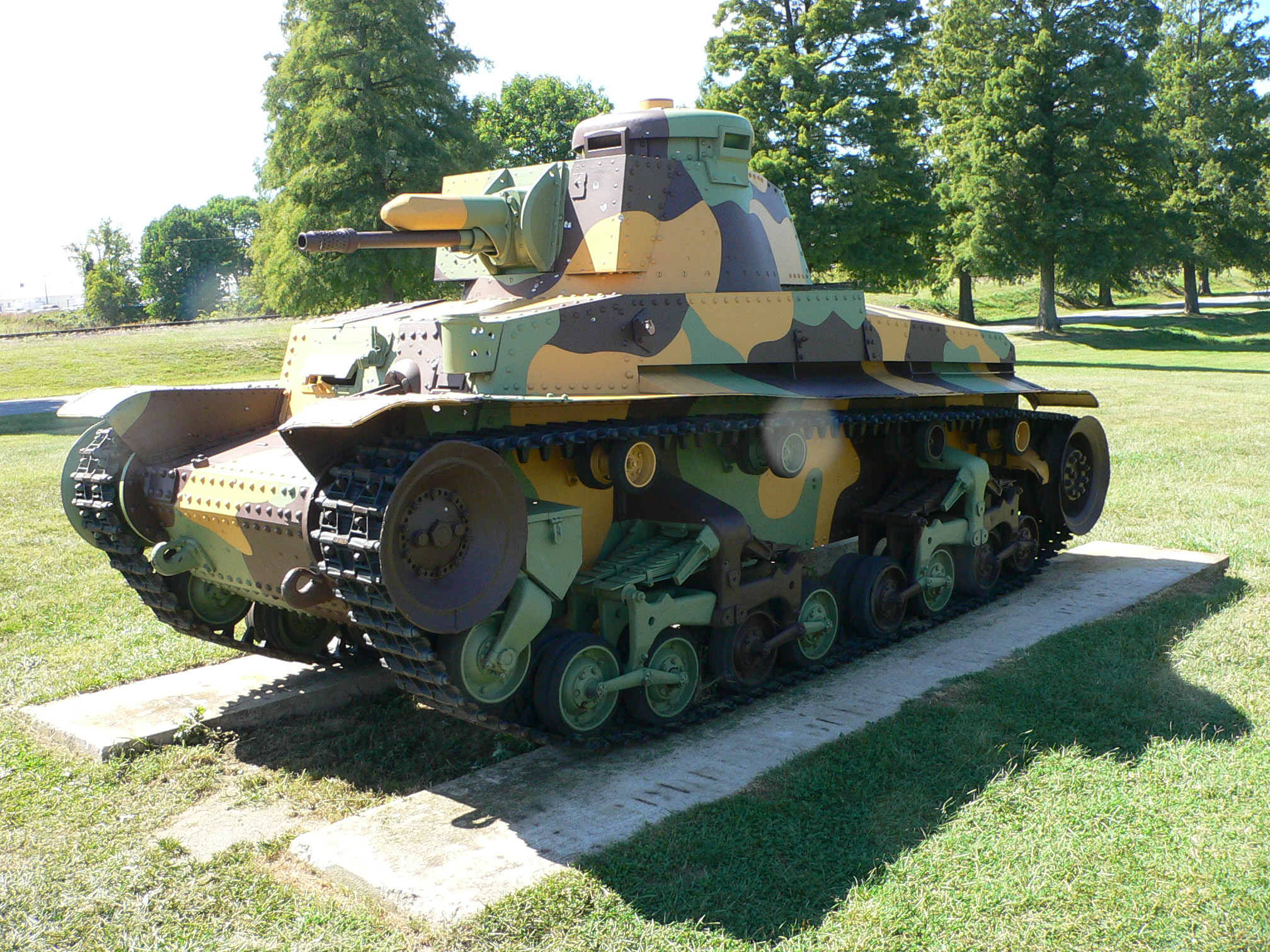
Tanque Panzer 35(t)

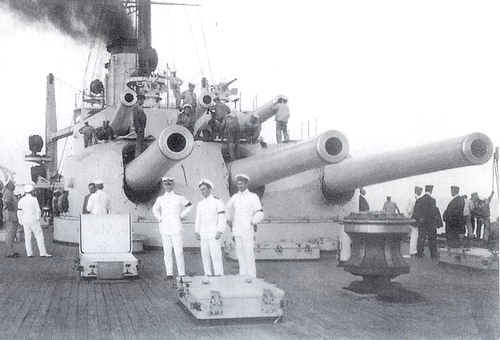
Škoda suministró todo el armamento de artillería para los acorazados de la clase Tegetthoff de la Armada austrohúngara.

En 1899, la empresa, de constante expansión, se transformó en una sociedad anónima y, antes de la Primera Guerra Mundial, Škoda se había convertido en el mayor fabricante de armas de Austria-Hungría. Era un contratista de la marina y el ejército, que suministraba principalmente armas pesadas y municiones.
Entre las exportaciones habían piezas fundidas, como parte de las tuberías para la planta de energía de las Cataratas del Niágara y para las compuertas del Canal de Suez, así como maquinaria para fábricas de azúcar en Turquía, cervecerías en toda Europa y armas para el Extremo Oriente y Sudamérica.
La Primera Guerra Mundial provocó una disminución en la producción de productos en tiempos de paz. Se invirtieron enormes sumas en la expansión de las capacidades de producción. Para entonces, Škoda tenía mayorías en varias empresas en las tierras checas y en el extranjero que no estaban involucradas en la fabricación de armas. En 1917, la empresa tenía 35 000 empleados, solo en Pilsen.
Tras la aparición de la República Checoslovaca en 1918, las complejas condiciones económicas de la Europa de posguerra llevaron a que la empresa se transformara de un fabricante exclusivamente de armas a un conglomerado multisectorial. Además de las ramas tradicionales, el programa de producción incorporó una serie de nuevos conceptos, como locomotoras de vapor (y más tarde eléctricas), vehículos de carga y pasajeros, aviones, barcos, máquinas herramientas, turbinas de vapor, equipos de ingeniería de energía, entre otros.
En 1923, la reconocida marca registrada de la empresa, la flecha alada en un círculo, fue inscrita en el Registro de Empresas. La deteriorante situación política en Europa hizo que la producción de armamento aumentara nuevamente a mediados de la década de 1930.
Škoda fabricó las torretas de cañones de tres cañones para los Tegetthoff de la armada austrohúngara. Antes de la Segunda Guerra Mundial, Škoda produjo tanques LT-35, más conocidos por su denominación alemana, Panzer 35(t). Originalmente fueron producidos para el ejército checoslovaco y fueron ampliamente utilizados por la Wehrmacht en la invasión alemana de Polonia, en la batalla de Francia y la invasión alemana de la Unión Soviética. En julio de 1944, Škoda inició la producción del Jagdpanzer 38(t).
En 1924, Škoda adquirió el fabricante de automóviles Laurin & Klement, más tarde conocido como Škoda Auto. Las empresas se separaron después de 1945, cuando se nacionalizó toda la economía checoslovaca.
Cañones de montaña fabricados por Škoda
- Skoda 75 mm Modelo 15
- Skoda 75 mm modelo 1928
- Skoda 75 mm modelo 1936
- Skoda 75 mm modelo 1939
- Skoda 100 mm modelo 1916
- Skoda 100 mm Modelo 16/19
- Skoda 105 mm modelo 1939
- Skoda 150 mm modelo 1918

Otras armas producidas por Škoda

- Ametralladora Škoda M1909
- 3,7cm KPÚV vz. 34 - cañón antitanque
- 3,7cm KPÚV vz. 37 - cañón antitanque
- 3,7cm ÚV vs. 38 ( A7) - utilizado en LT vz. 38 tanque ligero
- Skoda 47mm SFK L/33 H
- Skoda SFK L/44 S de 47 mm
- 4,7 cm KPÚV modelo. 38
- Skoda 7cm K10
- Skoda 7,5 cm d/29 modelo 1911
- Skoda 76,5 mm L/50
- Skoda 10cm K10
- Skoda 10 cm vs. Obús 38
- 85 mm frente a 52
- Skoda 10 cm vs. 53
- Skoda 14 cm/56
- Skoda 15cm K10
- Skoda Serie K de 149 mm
  - Skoda 149 mm K1 / Modelo 1933
  - Skoda 149 mm K4 / Modelo 1937
- Skoda 19 cm vs. 1904
- 21 cm cañón 39
- Cañón M1939 de 210 mm (Br-17)
- 24 cm de altura 39
- Skoda 24 cm L/40 K97
- Skoda 305 mm modelo 1911
- Skoda 30,5 cm/45 K10
- Obús M1939 (Br-18) de 305 mm
- 42 cm Haubitze M.14/16

### 1945-1989: después de la Segunda Guerra Mundial

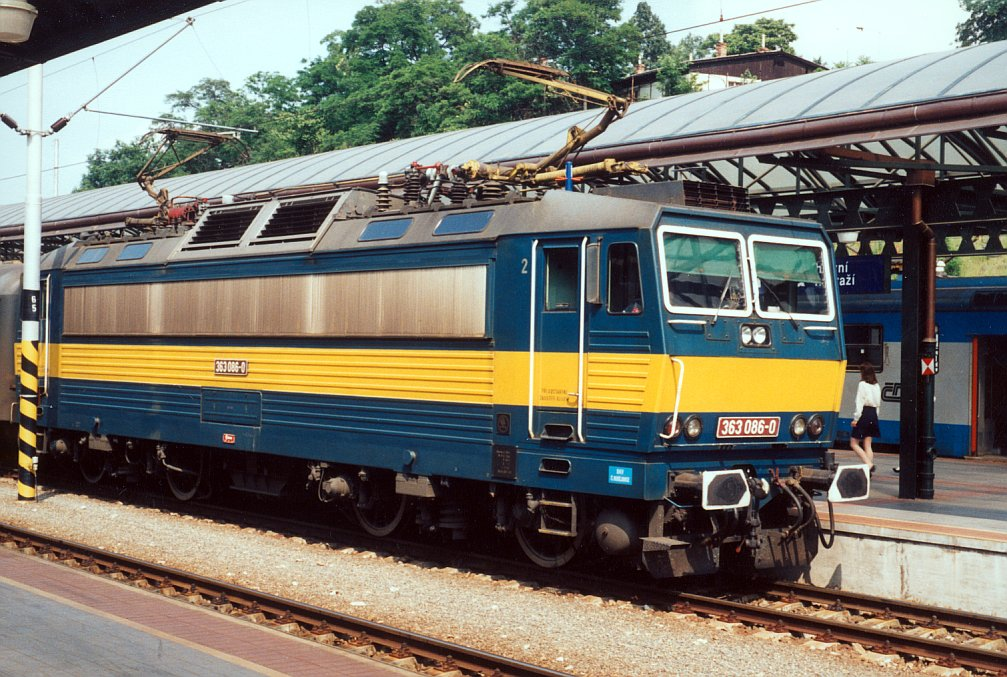
Locomotora ES499.1

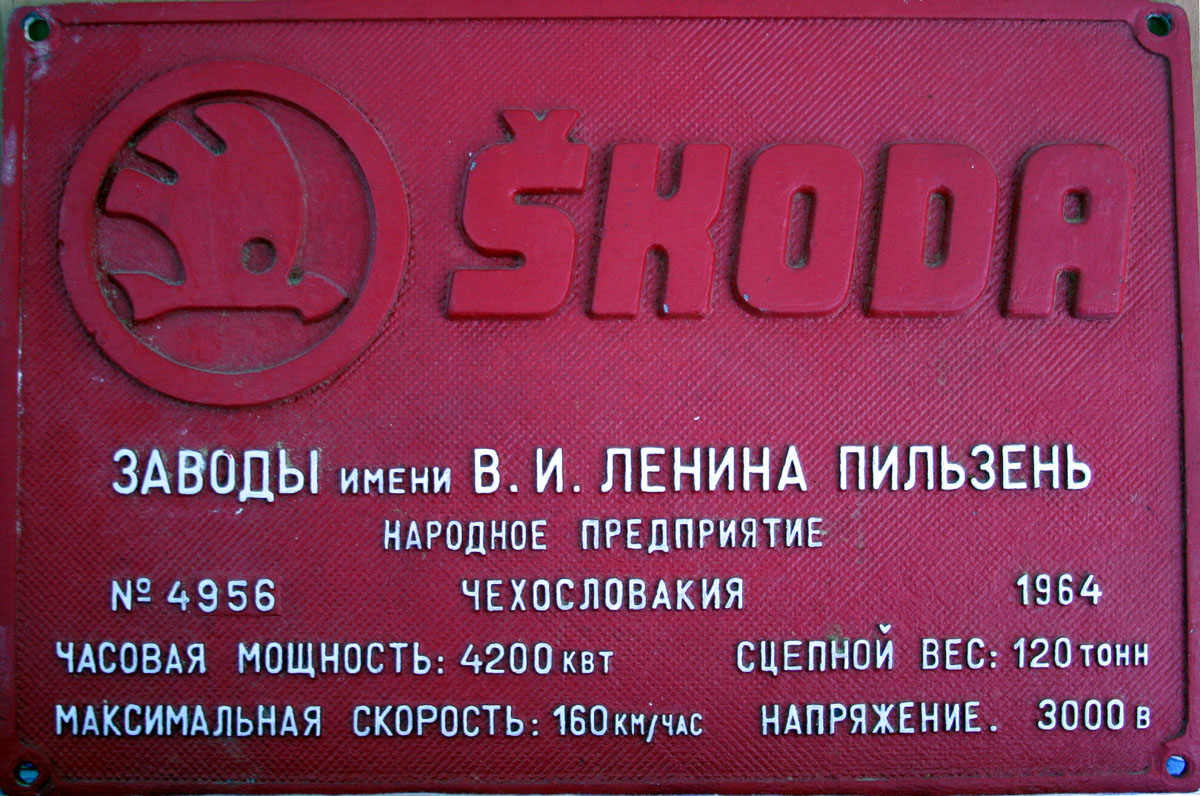
Škoda, Fábrica Lenin de Pilsen (Empresa del Pueblo) en cirílico ruso

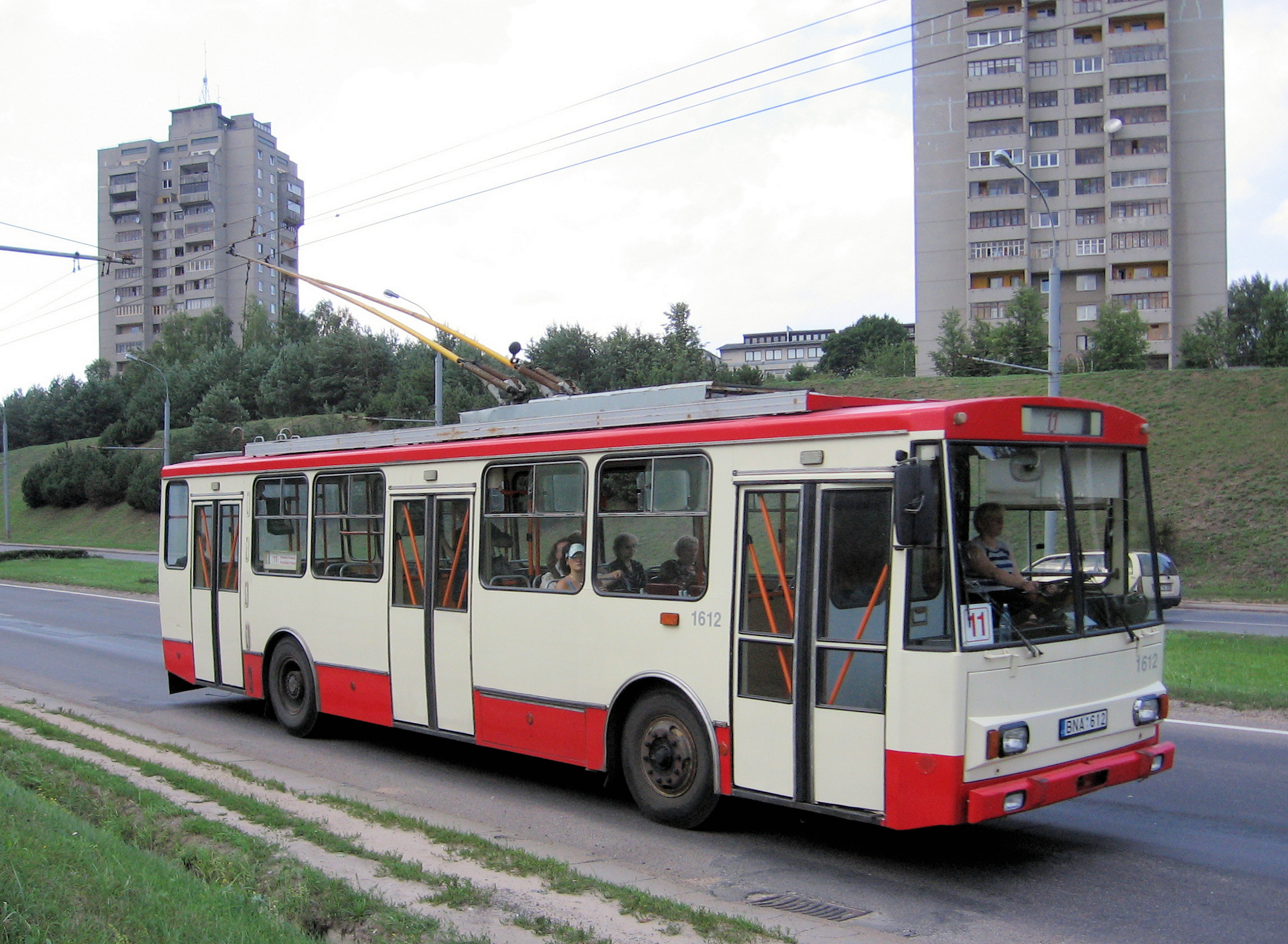
Trolebús Škoda 14Tr en Vilna

En 1945, año en el que comenzaron los esfuerzos por nacionalizar la empresa en Checoslovaquia, Škoda fue finalmente nacionalizada y muchas secciones se escindieron de la empresa. La fábrica de automóviles en Mladá Boleslav se convirtió en Automobilové závody, národní podnik, AZNP, el actual Škoda Auto, y la planta de aviones en Praga y la planta de camiones pasaron a formar parte de un conglomerado de nueve productores de camiones con sede en Liberec como LIAZ ( Li berecké a utomobilové z ávody), aunque los camiones todavía se comercializaban como Škodas.  Algunas fábricas en Eslovaquia también fueron escindidas y otras plantas produjeron equipos para la industria alimentaria.
En 1953 la empresa pasó a llamarse Závody Vladimíra Iljiče Lenina (Fábrica de Vladimir Ilich Lenin), pero como el nuevo nombre provocó pérdidas de ventas en el extranjero, en 1965 el nombre volvió a cambiarse a Škoda.
La fábrica se concentró en los mercados de la Unión Soviética y el Bloque del Este. La empresa produjo una amplia gama de maquinaria pesada, como reactores nucleares y locomotoras. La falta de actualizaciones en el diseño de sus productos y en su infraestructura debilitó considerablemente la posición competitiva de la empresa y su marca.
Después de 1962, Škoda se hizo muy conocida en la Unión Soviética y otros países como fabricante de trolebuses tras comenzar a exportar el Škoda 9 Tr, uno de sus modelos más exitosos. Su sucesor, el Škoda 14 Tr, fabricado entre 1982 y 1997, todavía se utiliza ampliamente, por ejemplo, en los estados postsoviéticos.
En 1978 la empresa pasó a formar parte del grupo empresarial estatal («koncern») Škoda. Tenía su sede en Pilsen y estaba formada por las empresas: První brněnská strojírna (Primera fábrica de máquinas de Brno), ČKD Blansko, ČKD Dukla Praha-Karlín en Praga, Slovenské energetické strojárne SM Kirova (Fábrica de máquinas de energía SM Kirov eslovaca) en Tlmače y Výzkumný ústav energetický ch zařízení (Instituto de Investigación de Instalaciones Energéticas) en Brno.

### 1989-2011: después de la caída del comunismo

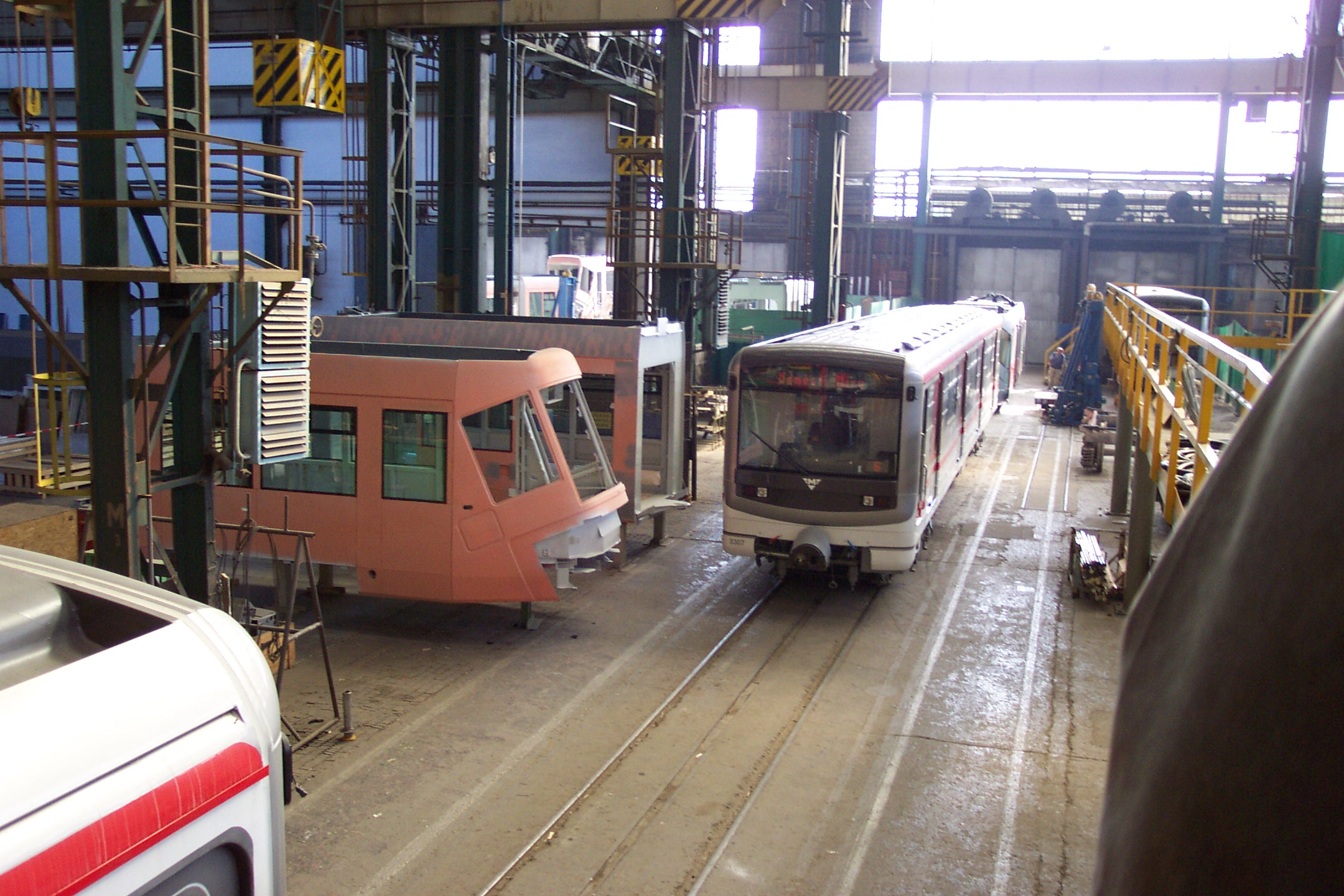
Pasillo de la sección de transporte, a la izquierda, partes del tranvía Škoda 14 T, a la derecha, vagón de metro modernizado 81-71

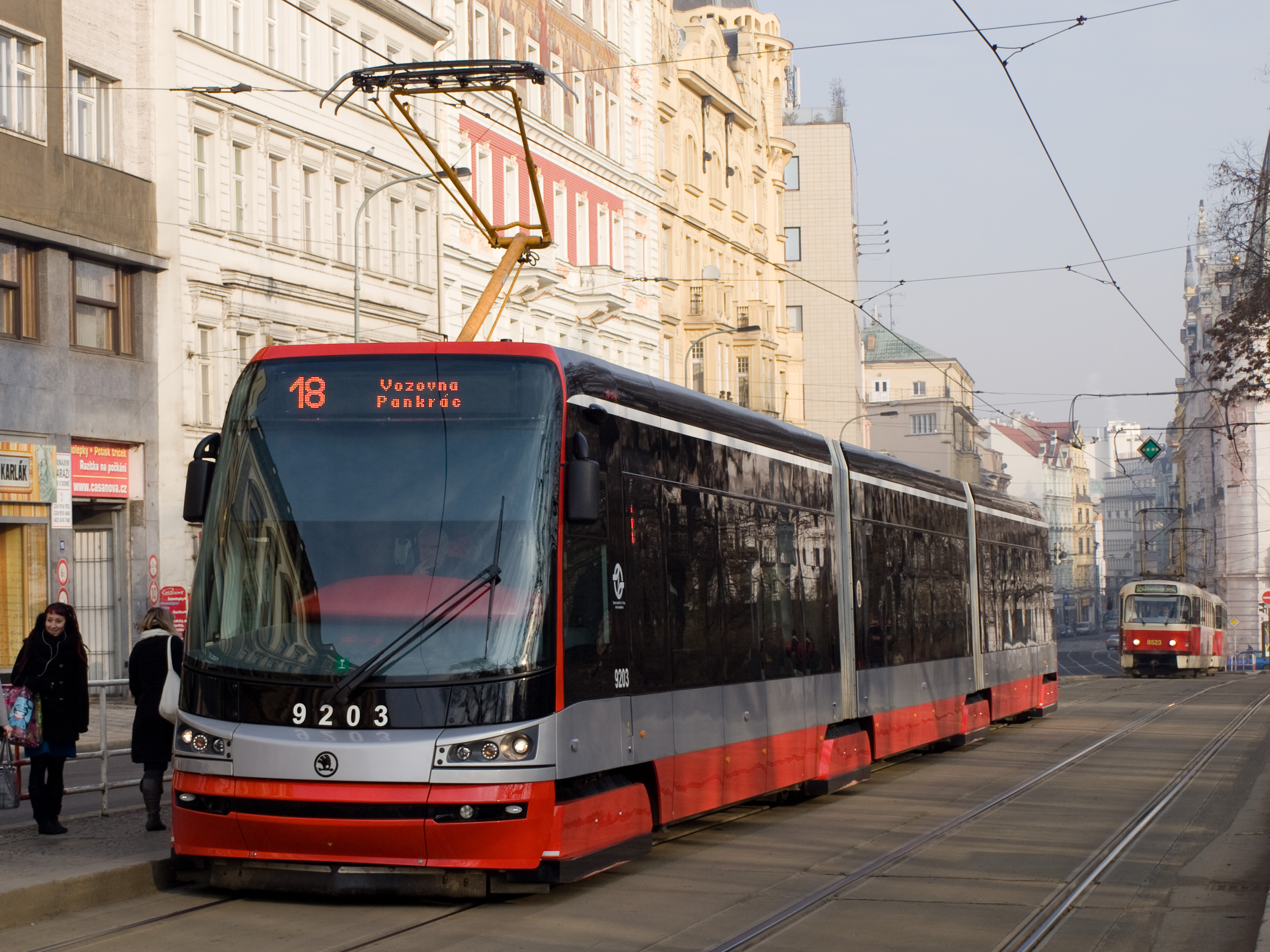
Tranvía de piso bajo Škoda 15 T en Praga

Después de que el Partido Comunista perdiera el poder a finales de 1989, la empresa fue privatizada y quedó en manos de la gerencia. La mala gestión y el desmantelamiento de activos llevaron al colapso. La empresa fue reestructurada y algunas fábricas cerraron. A excepción de algunas empresas más pequeñas llamadas Škoda y Škoda Auto, después del caótico período de los años 1990, las empresas Škoda checas nuevamente se reagruparon dentro del holding Škoda Holding como en 2000. En 2010, el holding cambió su nombre a Škoda Investment.
Tras el cambio en el clima político en 1989, Škoda inició un proceso de privatización y aprovechó el tiempo para desarrollar un programa de producción óptimo, establecer nuevos contactos comerciales y buscar mercados diferentes a los que hasta entonces habían sido sus mercados prioritarios, los países comunistas.
En 1991, el gobierno checo buscó un socio extranjero para la planta de automóviles de pasajeros Škoda Auto a.s. La firma alemana Volkswagen fue escogida; esta adquirió inicialmente una participación del 30 %, que aumentó al 100% en 1999. Actualmente, Škoda Auto es una firma completamente independiente de otras entidades que llevan el nombre Škoda.
En 1992 la empresa fue privatizada según el llamado método checo. Comenzó a ampliar sus actividades de producción, adquiriendo las fábricas de vehículos Tatra y LIAZ y construyendo una planta para producir latas de aluminio para refrescos. La expansión puso en peligro la estabilidad financiera de la empresa. En 1999, se concluyó un acuerdo con los bancos acreedores y se emprendió la reestructuración de toda la estructura de capital del grupo Škoda. El resultado fue la estabilidad jurídica y financiera de la empresa. Actualmente, se está llevando a cabo una reestructuración sectorial de las empresas de producción del grupo. En abril de 2000, Škoda Holding a.s. asumió el control, gestionando diecinueve filiales principales y la mayoría de las líneas de productos.
En 2003, el gobierno checo vendió su participación del 49% al Grupo Appian por 350 millones de coronas checas(en 2020, equivalente a 14,78 millones de dólares) más tarde ese año, el Grupo Appian adquirió el resto de su participación en una liquidación del propietario anterior. El Grupo Appian es un holding constituido en los Países Bajos y controlado a través de una pantalla de empresas fantasma. El verdadero propietario o propietarios son desconocidos, a pesar de las investigaciones de la policía checa. En septiembre de 2010, un grupo de cuatro directivos actuales o anteriores de Škoda o Appian anunció que adquiriría Škoda de Appian por un precio no revelado. Los medios de comunicación checos especularon que la adquisición era sólo una formalidad, ya que los directivos probablemente eran propietarios de la empresa matriz Appian.
En aquel momento, Škoda se centraba exclusivamente en el sector del transporte. Otras divisiones fueron vendidas, gran parte de ellas a la empresa rusa OMZ (el precio no fue publicado, pero estimado en 1000 millones de coronas checas). Se adquirieron algunas empresas de transporte más pequeñas, como una parte de la empresa húngara Ganz, VÚKV (propietaria del circuito de pruebas ferroviarias de Velim) y algunos activos relacionados con el transporte de la antigua ČKD (ahora llamada Škoda Vagonka). En 2009, el holding Škoda anunció que el conglomerado surcoreano Doosan adquiriría su división de energía por 11.500 millones de coronas checas (656 millones de dólares estadounidenses). Finalmente, en marzo de 2011, Škoda vendió su filial Škoda Transportation a la empresa chipriota Škoda Industry (Europe) Ltd, posteriormente rebautizada como CEIL (Central Europe Industries) Ltd.
Desde 2012, Škoda Investment todavía posee la marca Škoda y algunos inmuebles, pero no realiza ninguna actividad industrial. Entre 2007 y 2012, la empresa pagó dividendos a Appian por un importe de 32.000 millones de coronas checas (1180 millones de euros o 1600 millones de dólares estadounidenses).

## Antiguas filiales

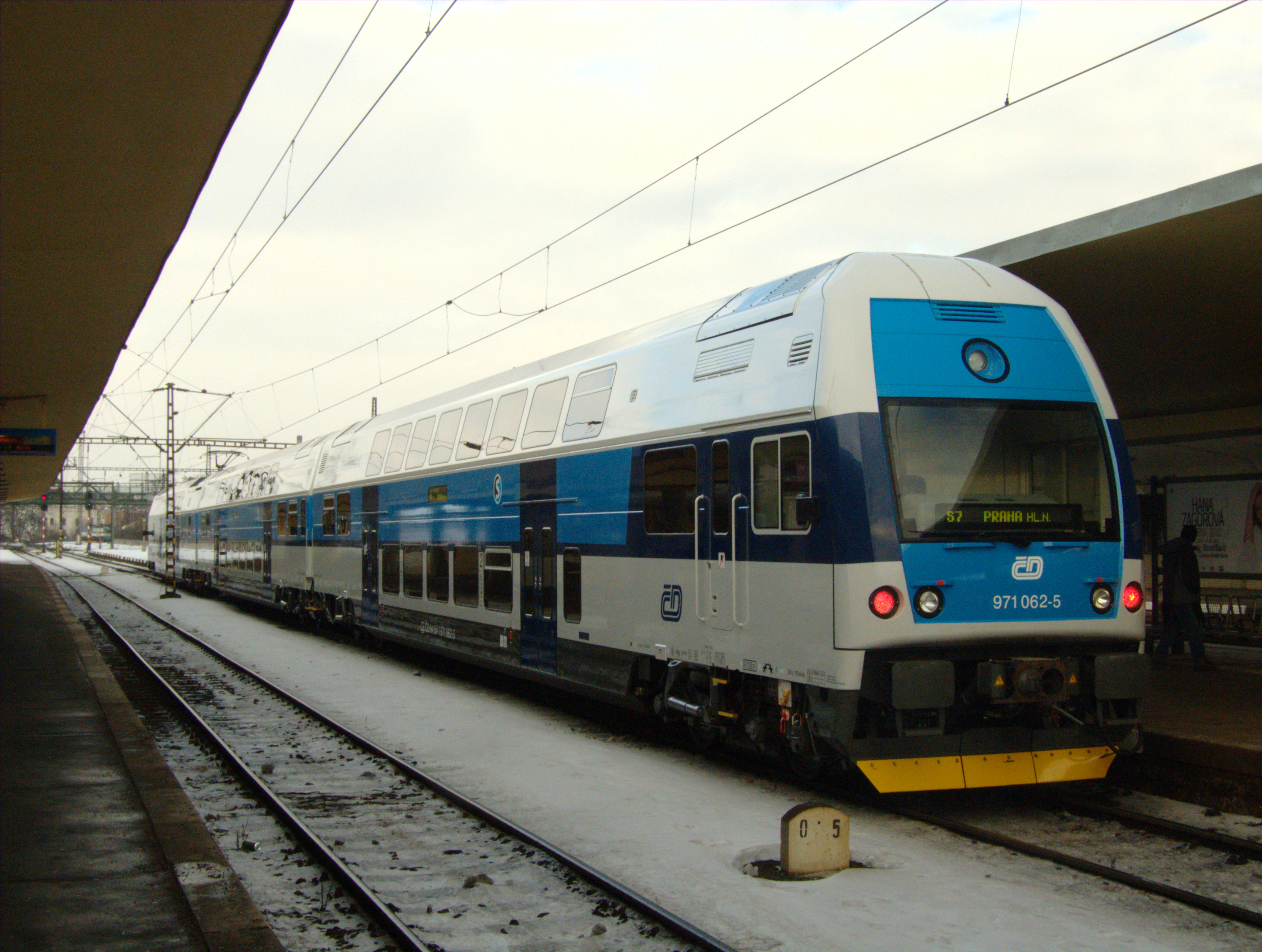
Unidad eléctrica múltiple ČD Clase 471, comúnmente conocida como CityElefant, operada por České dráhy

- Unidad eléctrica múltiple ČD Clase 471, comúnmente conocida como CityElefant, operada por České dráhyLa división de energía vendida a Doosan produce turbinas de vapor, intercambiadores de calor y condensadores como Doosan Škoda Power (anteriormente Škoda Power).
- La división metalúrgica del Grupo United produce cigüeñales, componentes de turbinas o lingotes de acero de Pilsen (antiguamente Škoda, Hutě, Plzeň).
- La división nuclear vendida a OMZ produce como Škoda JS equipos para plantas nucleares o para la industria de refinación de petróleo, petroquímica y gas.
- La división de Transporte produce, como los trolebuses, tranvías, locomotoras eléctricas, unidades múltiples eléctricas y sistemas de trenes de tránsito rápido de Škoda Transportation.
- Škoda Praha, vendida al Grupo ČEZ, es proveedor de proyectos de generación de energía y sus componentes tecnológicos.
- El antiguo instituto de investigación Škoda Vyzkum ahora funciona como VZÚ Plzeň.
- TS Plzeň as (antes Škoda TS ) se dedica al sector de la ingeniería pesada, fabricando prensas de curado, prensas hidráulicas, equipos para plantas de laminación y equipos para refinerías de caña de azúcar.
- Brush SEM, propiedad de FKI, con sede en el Reino Unido, fabrica generadores.
- Pilsen Tools sro y Škoda Machine Tool as operan en el sector de máquinas-herramientas.
- Czech Precision Forge se dedica al forjado en matriz abierta y en matriz cerrada de acero y aleaciones no ferrosas.
- MKV Ozubená kola sro y Wikov Gear sro fabrican cajas de cambios y ruedas dentadas.

## Lectura adicional
- Becas, Jonathan A. (2018). Entre la depresión y el desarme: el negocio internacional de armamentos, 1919-1939. Cambridge: Cambridge University Press.ISBN 978-1-108-42835-4. OCLC 1010995486. Reseña en línea. Centrándose en la producción de municiones en el periodo de entreguerras.